# Конари (Воловський повіт)
Конари (пол. Konary, нім. Kunern) — село в Польщі, у гміні Вінсько Воловського повіту Нижньосілезького воєводства.
Населення — 195 осіб (2011).
У 1975-1998 роках село належало до Вроцлавського воєводства.

## Демографія
Демографічна структура станом на 31 березня 2011 року:
|          | Загалом | Допрацездатний вік | Працездатний вік | Постпрацездатний вік |
| -------- | ------- | ------------------ | ---------------- | -------------------- |
| Чоловіки | 102     | 17                 | 72               | 13                   |
| Жінки    | 93      | 20                 | 54               | 19                   |
| Разом    | 195     | 37                 | 126              | 32                   |